# Campeonato Brasileiro Série A 1992
Die Campeonato Brasileiro Série A 1992 war die 36. Spielzeit der höchsten brasilianischen Fußballliga, der Série A.

## Saisonverlauf
Die Série A startete am 22. Januar 1992 in ihre neue Saison und endete am 19. Juli 1992. Die Meisterschaft wurde vom nationalen Verband CBF ausgerichtet. Vor Beginn der Saison wurde bereits festgelegt, dass es keine Absteiger geben sollte.
Modus

1. Runde: Zunächst traten alle Vereine einmal gegeneinander an. Die besten acht Mannschaften qualifizierten sich für die zweite Runde.
2. Runde: Die acht Mannschaften traten in zwei Gruppen zu je vier Mannschaften an und spielten hier in Hin- und Rückspiel gegeneinander. Die Gruppensieger qualifizierten sich direkt fürs Finale.
Gesamttabelle: Aus den Ergebnissen der ersten und zweiten Runde wurde eine Gesamttabelle gebildet.
Nach der Saison wurden wie jedes Jahr Auszeichnungen an die besten Spieler des Jahres vergeben. Der „Goldene Ball“, vergeben von der Sportzeitschrift Placar, ging an Júnior vom Meister CR Flamengo. Torschützenkönige wurde Bebeto mit 18 Treffern vom CR Vasco da Gama.

## 1. Runde
| Pl. | Verein               | Sp. | S  | U  | N  | Tore  | Diff. | Punkte |
| --- | -------------------- | --- | -- | -- | -- | ----- | ----- | ------ |
| 01. | CR Vasco da Gama     | 19  | 10 | 6  | 3  | 31:14 | + 17  | 26     |
| 02. | Botafogo FR          | 19  | 11 | 2  | 6  | 37:23 | + 14  | 24     |
| 03. | CA Bragantino        | 19  | 9  | 6  | 4  | 16:13 | + 03  | 24     |
| 04. | CR Flamengo          | 19  | 8  | 6  | 5  | 32:24 | + 08  | 22     |
| 05. | SC Corinthians       | 19  | 8  | 6  | 5  | 24:22 | + 02  | 22     |
| 06. | FC São Paulo (M)     | 19  | 8  | 5  | 6  | 22:16 | + 06  | 21     |
| 07. | Cruzeiro EC          | 19  | 7  | 7  | 5  | 20:14 | - 06  | 21     |
| 08. | FC Santos            | 19  | 7  | 7  | 5  | 23:18 | + 05  | 21     |
| 09. | Guarani FC           | 19  | 8  | 4  | 7  | 15:19 | - 04  | 20     |
| 10. | SC Internacional     | 19  | 7  | 6  | 6  | 19:20 | - 01  | 20     |
| 11. | SE Palmeiras         | 19  | 8  | 3  | 8  | 23:17 | + 06  | 19     |
| 12. | Sport Recife         | 19  | 4  | 11 | 4  | 15:15 | 0     | 19     |
| 13. | Atlético Mineiro     | 19  | 6  | 6  | 7  | 15:18 | - 03  | 18     |
| 14. | Fluminense FC        | 19  | 5  | 8  | 6  | 21:19 | + 02  | 18     |
| 15. | Athletico Paranaense | 19  | 5  | 6  | 8  | 19:32 | - 13  | 16     |
| 16. | Portuguesa           | 19  | 4  | 7  | 8  | 21:26 | - 05  | 15     |
| 17. | Goiás EC             | 19  | 4  | 7  | 8  | 23:34 | - 11  | 15     |
| 18. | EC Bahia             | 19  | 4  | 6  | 9  | 20:24 | - 04  | 14     |
| 19. | Náutico Capibaribe   | 19  | 3  | 7  | 9  | 17:29 | - 12  | 13     |
| 20. | Paysandu SC (N)      | 19  | 5  | 2  | 12 | 19:35 | - 16  | 12     |

| (M) | Meister des Vorjahres               |
| (N) | Aufsteiger aus Segunda Divisão 1991 |

## 2. Runde
Gruppe A
| Pl. | Verein           | Sp. | S | U | N | Tore | Diff. | Punkte |
| --- | ---------------- | --- | - | - | - | ---- | ----- | ------ |
| 01. | CR Flamengo      | 6   | 3 | 1 | 2 | 7:5  | + 2   | 7      |
| 02. | CR Vasco da Gama | 6   | 1 | 4 | 1 | 10:9 | + 1   | 6      |
| 03. | FC São Paulo (M) | 6   | 2 | 2 | 2 | 6:7  | - 1   | 6      |
| 04. | FC Santos        | 6   | 1 | 3 | 2 | 7:9  | - 2   | 5      |

| (M) | Meister des Vorjahres |

Gruppe B
| Pl. | Verein         | Sp. | S | U | N | Tore | Diff. | Punkte |
| --- | -------------- | --- | - | - | - | ---- | ----- | ------ |
| 01. | Botafogo FR    | 6   | 4 | 1 | 1 | 7:4  | + 3   | 9      |
| 02. | CA Bragantino  | 6   | 3 | 2 | 1 | 6:4  | + 2   | 8      |
| 03. | SC Corinthians | 6   | 2 | 1 | 3 | 8:7  | + 1   | 5      |
| 04. | Cruzeiro EC    | 6   | 1 | 0 | 5 | 5:11 | - 6   | 2      |

## Finale

### Hinspiel
| CR Flamengo                                | CR Flamengo | Botafogo FR | Botafogo FR |
| ------------------------------------------ | --- | --- | ----------- |
| CR Flamengo                                | \| 12. Juli 1992 in Rio de Janeiro (Maracanã) \| \| Ergebnis: 3:0 (3:0) \| \| Zuschauer: 102.547 \| \| Schiedsrichter: José Roberto Wright \|                              | \| 12. Juli 1992 in Rio de Janeiro (Maracanã) \| \| Ergebnis: 3:0 (3:0) \| \| Zuschauer: 102.547 \| \| Schiedsrichter: José Roberto Wright \|                      | Botafogo FR |
| CR Flamengo                                | Gilmar, Fabinho, Júnior Baiano, Wilson Gottardo, Piá Carioca, Júnior, Uidemar, Zinho, Júlio César, Gaúcho, Nélio (Paulo Nunes) (Marcelinho Carioca) Cheftrainer: Carlinhos | Ricardo Cruz, Odemilson, Renê Playboy, Márcio Santos, Válber, Carlos Alberto Santos, Pingo, Carlos Alberto Dias, Renato Gaúcho, Valdeir, Pichetti Cheftrainer: Gil | Botafogo FR |
| CR Flamengo                                | 1:0 Júnior (15.) 2:0 Nélio (34.) 3:0 Gaúcho (38.) | | Botafogo FR |
| CR Flamengo                                | Júnior Baiano, Wilson Gottardo, Paulo Nunes | Valdeir | Botafogo FR |
| CR Flamengo                                | Márcio Santos | | Botafogo FR |
| 12. Juli 1992 in Rio de Janeiro (Maracanã) | | |             |
| Ergebnis: 3:0 (3:0)                        | | |             |
| Zuschauer: 102.547                         | | |             |
| Schiedsrichter: José Roberto Wright        | | |             |

### Rückspiel
| Botafogo FR                                | Botafogo FR | CR Flamengo | CR Flamengo |
| ------------------------------------------ | --- | --- | ----------- |
| Botafogo FR                                | \| 19. Juli 1992 in Rio de Janeiro (Maracanã) \| \| Ergebnis: 2:2 (0:0) \| \| Zuschauer: 122.001 \| \| Schiedsrichter: José Roberto Wright \|                                     | \| 19. Juli 1992 in Rio de Janeiro (Maracanã) \| \| Ergebnis: 2:2 (0:0) \| \| Zuschauer: 122.001 \| \| Schiedsrichter: José Roberto Wright \|                           | CR Flamengo |
| Botafogo FR                                | Ricardo Cruz, Odemilson, Renê Playboy, Márcio Santos, Válber, Carlos Alberto Santos, Pingo, Carlos Alberto Dias, Vivinho (Jefferson), Chicão (Pichetti), Valdeir Cheftrainer: Gil | Gilmar, Charles Guerreiro, Gélson Baresi, Wilson Gottardo, Piá Carioca, Fabinho (Mauro), Júnior, Uidemar, Júlio César, Gaúcho (Djalminha), Zinho Cheftrainer: Carlinhos | CR Flamengo |
| Botafogo FR                                | 2:1 Pichetti (83.) 2:2 Valdeir (88.) | 1:0 Júnior (42.) 2:0 Júlio César (55.) | CR Flamengo |
| Botafogo FR                                | Odemilson, Válber, Pingo, Valdeir | Gaúcho | CR Flamengo |
| Botafogo FR                                | Renê Playboy | Wilson Gottardo | CR Flamengo |
| 19. Juli 1992 in Rio de Janeiro (Maracanã) | | |             |
| Ergebnis: 2:2 (0:0)                        | | |             |
| Zuschauer: 122.001                         | | |             |
| Schiedsrichter: José Roberto Wright        | | |             |

## Abschlusstabelle
Die Tabellen diente lediglich zur Feststellung der Platzierung der einzelnen Mannschaften in der Saison. Sie setzt sich zusammen aus allen ausgetragenen Spielen, mit Ausnahme der Spiele aus der Playoff-Runde. Die Mitglieder der Gruppen A und B sind vorrangig vor denen der Gruppen C und D, auch wenn diese bei gleicher Spielanzahl mehr Punkte erreicht haben sollten.
| Pl. | Verein               | Sp. | S  | U  | N  | Tore  | Diff. | Punkte |
| --- | -------------------- | --- | -- | -- | -- | ----- | ----- | ------ |
| 01. | CR Flamengo          | 22  | 16 | 04 | 02 | 40:17 | + 23  | 36     |
| 02. | Botafogo FR          | 24  | 11 | 08 | 05 | 39:27 | + 12  | 30     |
| 03. | CR Vasco da Gama     | 20  | 12 | 07 | 01 | 38:18 | + 20  | 31     |
| 04. | CA Bragantino        | 20  | 09 | 08 | 03 | 27:17 | + 10  | 26     |
| 05. | FC São Paulo (M)     | 20  | 09 | 07 | 04 | 35:26 | + 09  | 25     |
| 06. | SC Corinthians       | 20  | 08 | 06 | 06 | 33:25 | + 08  | 22     |
| 07. | FC Santos            | 22  | 09 | 03 | 10 | 37:35 | + 02  | 21     |
| 08. | Cruzeiro EC          | 20  | 06 | 08 | 06 | 23:24 | - 01  | 20     |
| 09. | Guarani FC (N)       | 16  | 08 | 03 | 05 | 27:21 | + 06  | 19     |
| 10. | SC Internacional     | 16  | 06 | 07 | 03 | 18:12 | + 06  | 19     |
| 11. | SE Palmeiras         | 14  | 06 | 03 | 05 | 20:17 | + 03  | 15     |
| 12. | Sport Recife         | 14  | 06 | 02 | 06 | 22:15 | + 07  | 14     |
| 13. | Atlético Mineiro     | 14  | 05 | 04 | 05 | 17:20 | - 03  | 14     |
| 14. | Fluminense FC        | 14  | 02 | 09 | 03 | 18:16 | + 02  | 13     |
| 15. | Athletico Paranaense | 14  | 05 | 03 | 06 | 19:20 | - 01  | 13     |
| 16. | Portuguesa           | 14  | 04 | 03 | 07 | 10:21 | - 11  | 11     |
| 17. | Goiás EC             | 14  | 03 | 02 | 09 | 18:26 | - 08  | 8      |
| 18. | EC Bahia             | 14  | 02 | 04 | 08 | 10:29 | - 19  | 8      |
| 19. | Náutico Capibaribe   | 14  | 02 | 02 | 10 | 7:21  | - 14  | 6      |
| 20. | Paysandu SC          | 14  | 01 | 02 | 11 | 7:21  | - 14  | 4      |

| (M) | Meister des Vorjahres |

## Torschützenliste
| Pl. | Nat.        | Spieler          | Verein        | Tore    |
| --- | ----------- | ---------------- | ------------- | ------- |
| 1   | Brasilianer | Bebeto           | Vasco da Gama | 18 Tore |
| 2   | Brasilianer | Chicão           | Botafogo      | 12 Tore |
| 2   | Brasilianer | Paulinho McLaren | Santos        | 12 Tore |
| 4   | Brasilianer | Nílson           | Portuguesa    | 10 Tore |
| 4   | Brasilianer | Túlio            | Goiás         | 10 Tore |

Liste der Fußball-Torschützenkönige Série A (Brasilien)